# 英国国境局

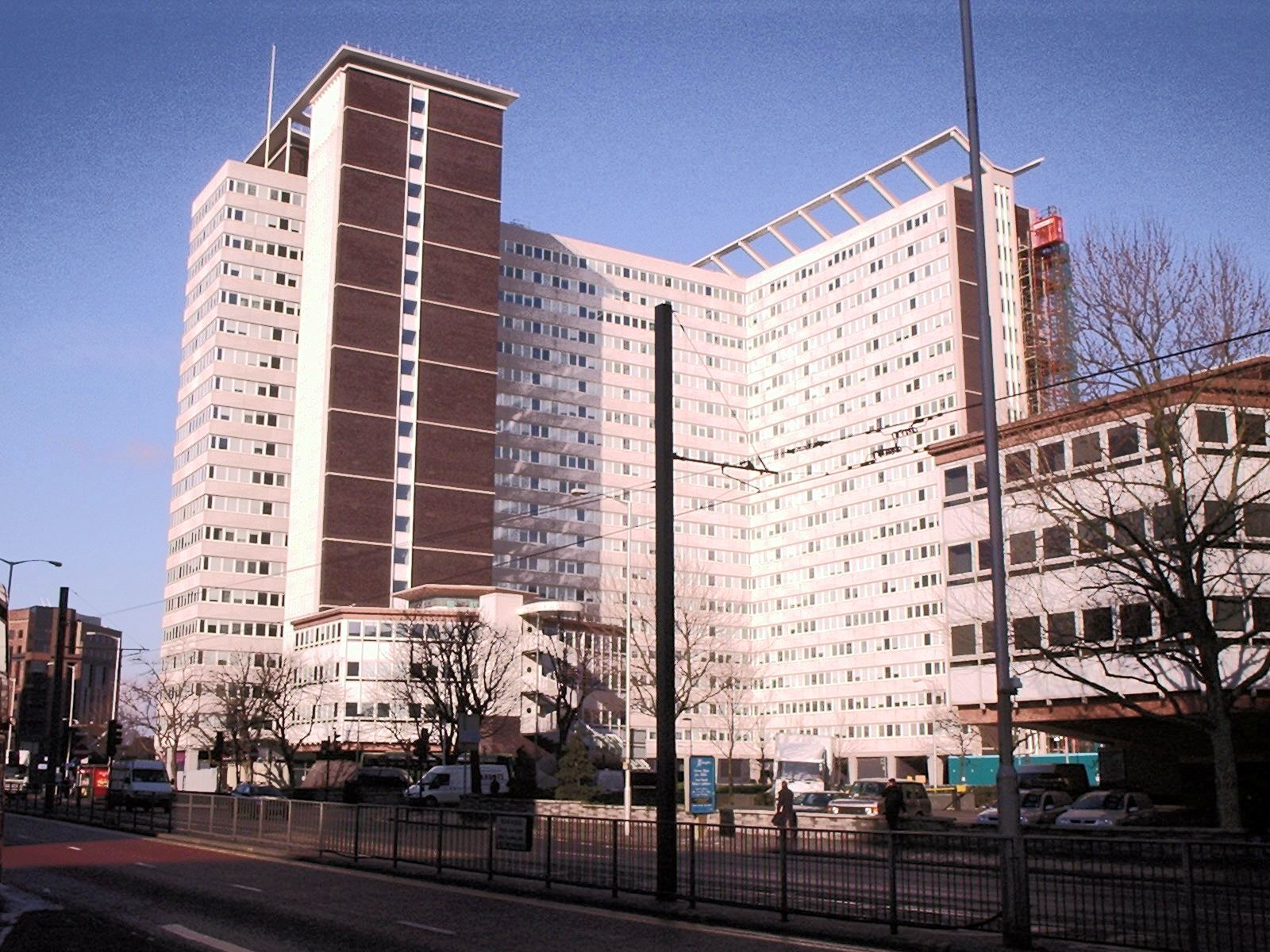
Lunar House, UK Border Agency 本部

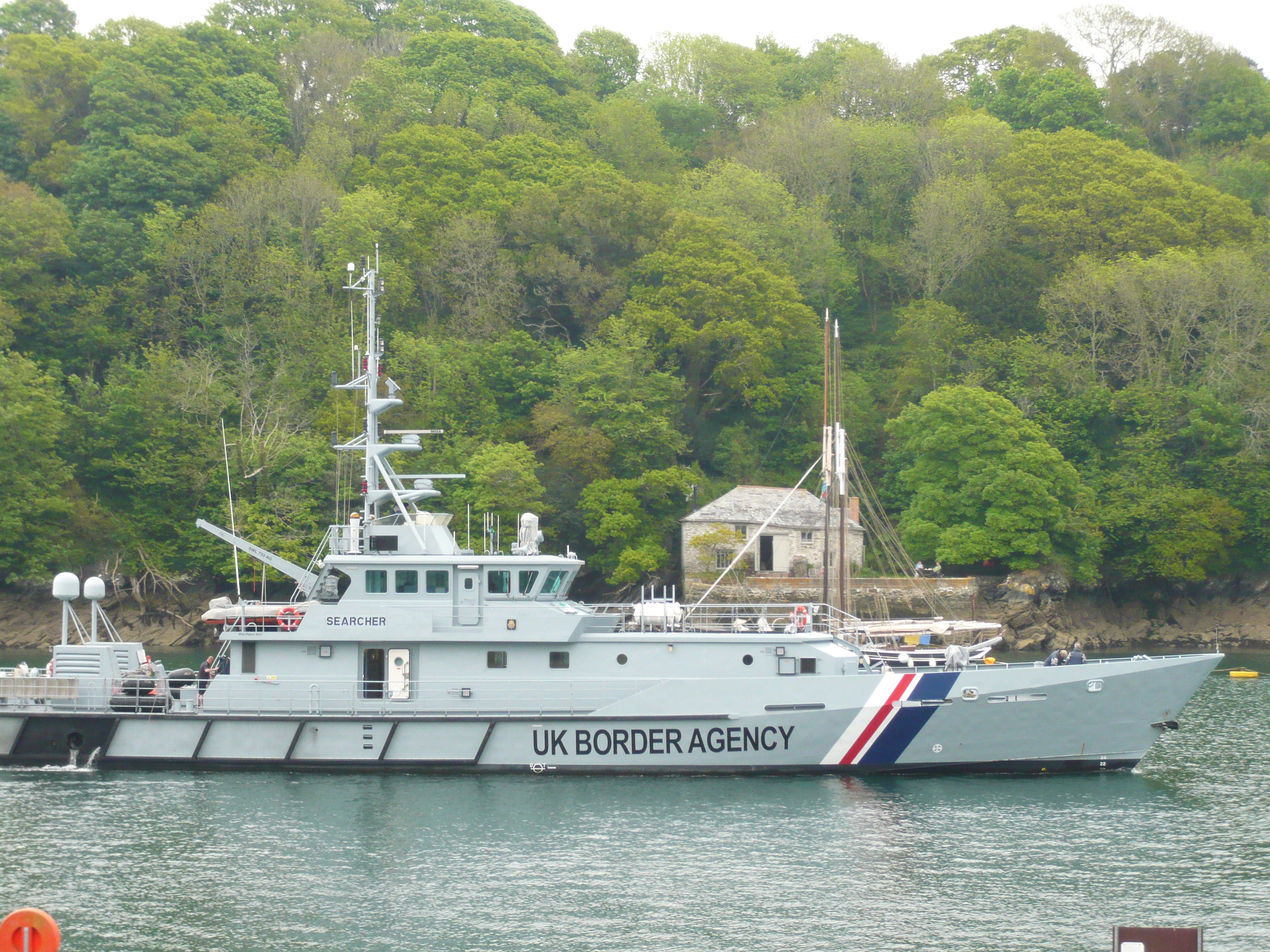
UKBA Cutters

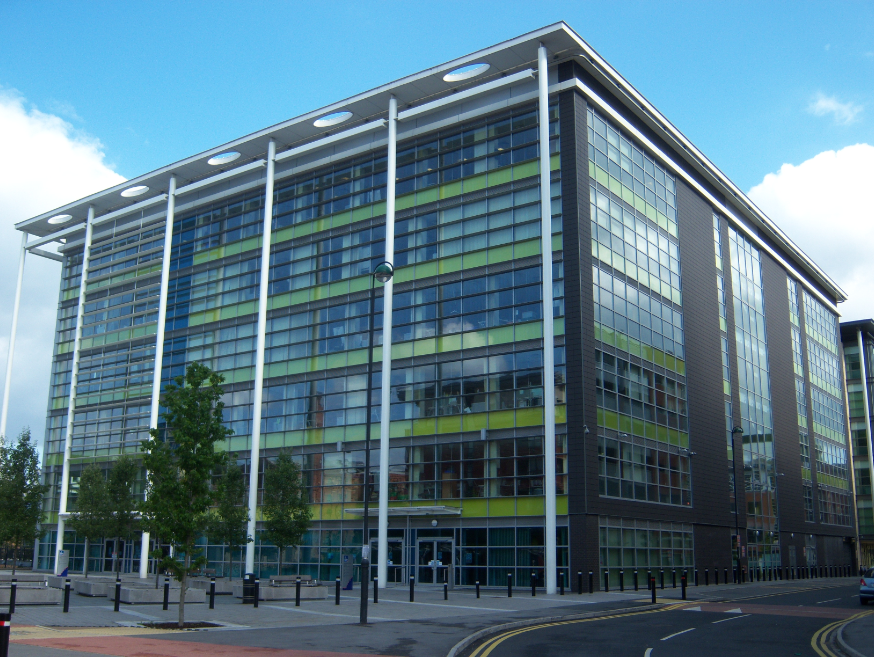
シェフィールド事務所

英国国境局（UK Border Agency, UKBA）は、2008年4月1日の誕生から2013年3月31日の閉鎖 まで英国政府 内務省（Home Office）に属していた国境管理機関。

## 概要
移民・難民とこれに関わる犯罪の増加に対応して、2008年、内務省の関連部局を増強改編するかたちで、外局として設置されたのが国境局（UKBA）であった。しかし外局としたことでかえって組織の効率性が低下していることが問題になり、2013年に再度の組織改編がなされ、事務部門の大部分は、ビザおよび入国局 (UKVI) と入国管理執行局 (IE) として、再び内務省の内部部局に組み込まれた。そして法執行などにあたる実施部隊は、国境部隊 (Border Force) として内務大臣の直轄指揮下に入った。
国境部隊は、42メートル型カッター（ダーメン・スタン4207型巡視艇）4隻を含めて、5隻のカッター（巡視船）を擁している。これらのカッター隊は、税関から隷属替えされた監視艇隊を起源としており、港湾等での臨船審査や密貿易監視のための沿岸哨戒のため、365日・24時間にわたって30分待機の体制を維持している。

## 機構[5][6]
- 海外管理 International group
- 国境管理 Border Force
- 国内管理 Immigration group
- 犯罪・収容　Criminality & detention

### フランスでの検問所
- カレー・フレタン駅　カレー
- リール・ユーロップ駅 リール
- 英仏海峡トンネル
- カレー フェリー・ターミナル
- パリ北駅
- ブローニュ＝シュル＝メール　2010年8月まで。

## 参照
1. ↑  "Security in a global hub – Establishing the UK’s new border arrangements". Cabinet Office. Last updated 16 June 2009.
2. ↑  ＵＫＢＡ廃止へ―ビザ審査などは内務省が再び直接管轄（2013年4月10日）
3. ↑  “Home Secretary's statement on border security - Oral statements to Parliament - GOV.UK”. 2016年8月4日閲覧。
4. ↑  Richard Harrington (2015年10月13日). “Border Force cutters return from Mediterranean search and rescue operations” (英語). 2017年11月3日閲覧。
5. ↑  source - UK Border Agency comms directorate
6. ↑  Information from UK Border Agency business plans

- Fast and Fair? - report on UK Border Agency by the Parliamentary Ombudsman, published 9 Feb 2010
- Press release: Ombudsman publishes report on UK Border Agency
- Section 138, Customs and Excise Management Act 1979 (c. 2)
- Audit Office report
- The Register UK Border Agency: Good at making cash, crap at making decisions